# Winchester (Royaume-Uni)
Pour les articles homonymes, voir Winchester.
Winchester (en français, peu usité : Vicêtre ou Bicêtre – prononciation anglaise [ˈwɪntʃɪstər], US aussi [-ˌtʃɛs-])est une ville du Royaume-Uni, capitale du comté de Hampshire, dans le Sud de l’Angleterre. La ville se trouve au cœur de la Cité de Winchester, un district de gouvernement local, à l'extrémité ouest du parc national des South Downs, sur la rivière Itchen. Elle est située à 60 milles (97 km) au sud-ouest de Londres et à 14 milles (23 km) de Southampton, la ville la plus proche. Lors du recensement de 2021, Winchester comptait 48 478 habitants. Le district plus large de la Cité de Winchester, qui comprend des villes comme New Alresford et Bishop's Waltham, compte 116 595 habitants. Winchester abrite les sièges sociaux du Hampshire County Council.
Winchester s'est développée à partir la ville romaine de Venta Belgarum, au carrefour de six voies romaines, qui s'était elle-même développée à partir d'un oppidum de l' âge du fer. Elle laisse la place à une ville prestigieuse au milieu d'une région champêtre et devient la grande capitale du royaume du Wessex du VIe siècle au IXe siècle, puis d'Angleterre dont elle est l'une des villes les plus importantes jusqu'à la conquête normande de l'Angleterre au XIe siècle. Elle reste une des résidences principales des rois jusqu'à George Ier, début XVIIIe, tout en s'affirmant un des évêchés les plus riches d'Angleterre. Son évêque, qui siège à la Chambre des lords, a aujourd'hui le cinquième rang dans la hiérarchie anglicane.
Le principal monument de la ville est la cathédrale. La ville abrite également  une université et le Winchester College, la plus ancienne Public school du Royaume-Uni utilisant encore ses bâtiments d'origine.

## Toponymie
Le toponyme apparaît d'abord comme une station romaine dans les archives du géographe Strabon et dans l'itinéraire d'Antonin. Son nom latin est Venta Belgarum ou Venta caster. Son nom brittonique est Caer Gwent. Des érudits latinistes ont proposé « marché des Belges » pour expliquer le toponyme. Il semble toutefois que Gwent ou Venta ou bien Ouenta, selon la langue désigne le lieu et la douce contrée où la forteresse contrôle les voies d'échanges. Il indique un pays découvert, une campagne cultivée et non boisée, facilement traversable par des petits chariots... un paysage très similaire à l'ancien Gwent du Pays-de-Galles.
Pour les Britanniques celtiques, la colonie est probablement connue sous le nom de Wentā ou Venta (d'un brittonique courant signifiant « ville tribale » ou « lieu de rencontre »). Une étymologie liée au mot celtique pour « blanc » (en gallois gwyn) a été suggérée, en raison de la situation de Winchester sur une zone crayeuse. Les versions latinisées de ce nom, ainsi que celui de la tribu, ont donné à la ville son nom romain de Venta Belgarum.
Après l'évacuation des troupes romaines de l'île de Bretagne au Ve siècle, Venta Belgarum est, selon Nennius, rebaptisée du nom celtique de Caergwinntguic ou Caergwintwg. Ce toponyme signifierait « forteresse blanche ». Après l'avoir conquise en 519, les Saxons auraient traduit ce nom en Wintan ceastre, Wintan indiquant un génitif. Wintan signifie la même chose que la latin Venta ou le brittonique Gwent.
Wintan ceaster évolue en Wintaceaster, forme attestée au VIIIe siècle. Du saxon Winteceaster, l'anglo-saxon la nomme Winchester au XIVe siècle. Son nom en anglo-normand est Wincestre, qui correspond à Guincestre en ancien francien. La forme anglo-normande donnera Ouinchêtre, le nom actuel de la ville en normand de Jersey et Guernesey, et Vincestre, puis Vinchêtre, ancien nom que l'on donnait à la ville en Normandie continentale.
À noter que Bicêtre, qui subsiste dans le nom de la commune du Kremlin-Bicêtre (Val-de-Marne), provient de l'altération de Winchester.

## Histoire

### Préhistoire
La zone autour de Winchester est habitée depuis la préhistoire, avec trois collines fortifiées de l'âge du fer à proximité, Oram's Arbor, St. Catherine's Hill et Worthy Down. À la fin de l'âge du fer, un type de peuplement plus urbain se développe, connu sous le nom d'oppidum, bien que l'archéologie de cette phase reste obscure.
Winchester est fondée vers 70 av. J.-C., avant l'époque romaine. Il s'agit d'une importante colonie Belge, les peuples belges ayant, avant les Romains, importé la civilisation de la céramique dans l'île de Bretagne. Cependant, on ne sait toujours pas comment les Belges en sont venus à contrôler la colonie initiale. Jules César a noté que la tribu avait traversé la Manche d'abord comme pillards (probablement au Ier siècle av. J.-C.), avant de s'établir plus tard. Le récit romain des envahisseurs continentaux a été remis en question ces dernières années par des études scientifiques favorisant un changement progressif par le biais de liens commerciaux accrus plutôt que par la migration ,,.

### Période romaine

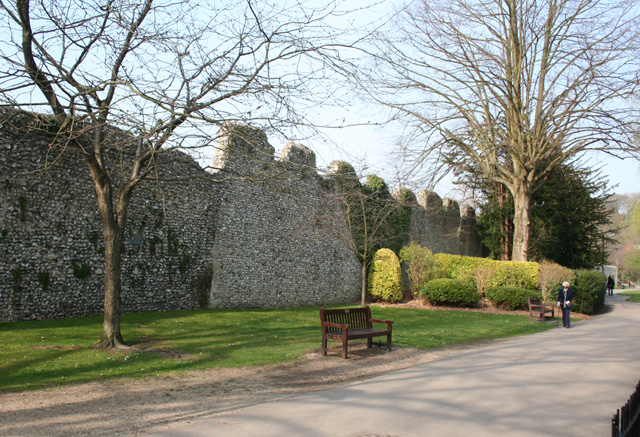
Partie restante des murs de la ville entre le château de Wolvesey et la rivière Itchen conserveant quelques parties crénelées.

Après la conquête romaine de la Grande-Bretagne à l'initiative de Claude, la colonie sert de capitale (latin : civitas) des Belges et est connue comme Venta Belgarum, (Venta des Belges). Le castrum devient une cité qui connait un essor fulgurant. Elle est peuplée de Bretons et de Romains, mais surtout de Belges brittons ou continentaux. Bien que dans les premières années de la province romaine, elle ait une importance subsidiaire par rapport à Calleva Atrebatum (Silchester) et Noviomagus Reginorum (Chichester), Venta les éclipse toutes les deux dans la seconde moitié du deuxième siècle.
Au début du IIIe siècle, Winchester se voit doter de murs de protection en pierre. À cette époque, la ville couvre une superficie de 144 acres (58 ha), ce qui en fait l'une des plus grandes villes de la Grande-Bretagne romaine par sa superficie. Une zone suburbaine limitée existe à l'extérieur des murs. Cependant, comme beaucoup d'autres villes romaines, Winchester commence à décliner à la fin du IVe siècle ,.

### Moyen Âge

#### Période post romaine
Malgré le retrait romain de la Grande-Bretagne, la vie urbaine continue à peu près comme elle était jusqu'au milieu du Ve siècle. La cité diminue de taille, mais des travaux sont effectués pour améliorer les défenses de la ville. Celle-ci peut avoir fonctionné comme un centre pour une communauté religieuse ou un palais royal car les cimetières chrétiens établis à l'époque romaine continuent être utilisés.
Winchester apparaît dans la littérature galloise ancienne et est communément identifiée comme la ville de Cair Guinntguic répertoriée parmi les 28 villes de Grande-Bretagne avec l'appellatif toponymique breton -ker dans l'Historia Brittonum communément attribuée à Nennius,. La ville est connue sous le nom de Caerwynt en gallois moderne.
Entre 476 et 517 apr. J.-C., Winchester et les environs semblent avoir été fortifiés par plusieurs colonies jutes à Kings Worthy, Abbots Worthy, Martyrs Worthy, Itchen Abbas et Itchen Stoke et avoir fonctionnés dans le cadre d'un régime politique plus large.
En 519, Cerdic, chef saxon conquérant l'ouest de l'île, s'en empare et y installe sa résidence et sa capitale.

#### Royaume de Wessex

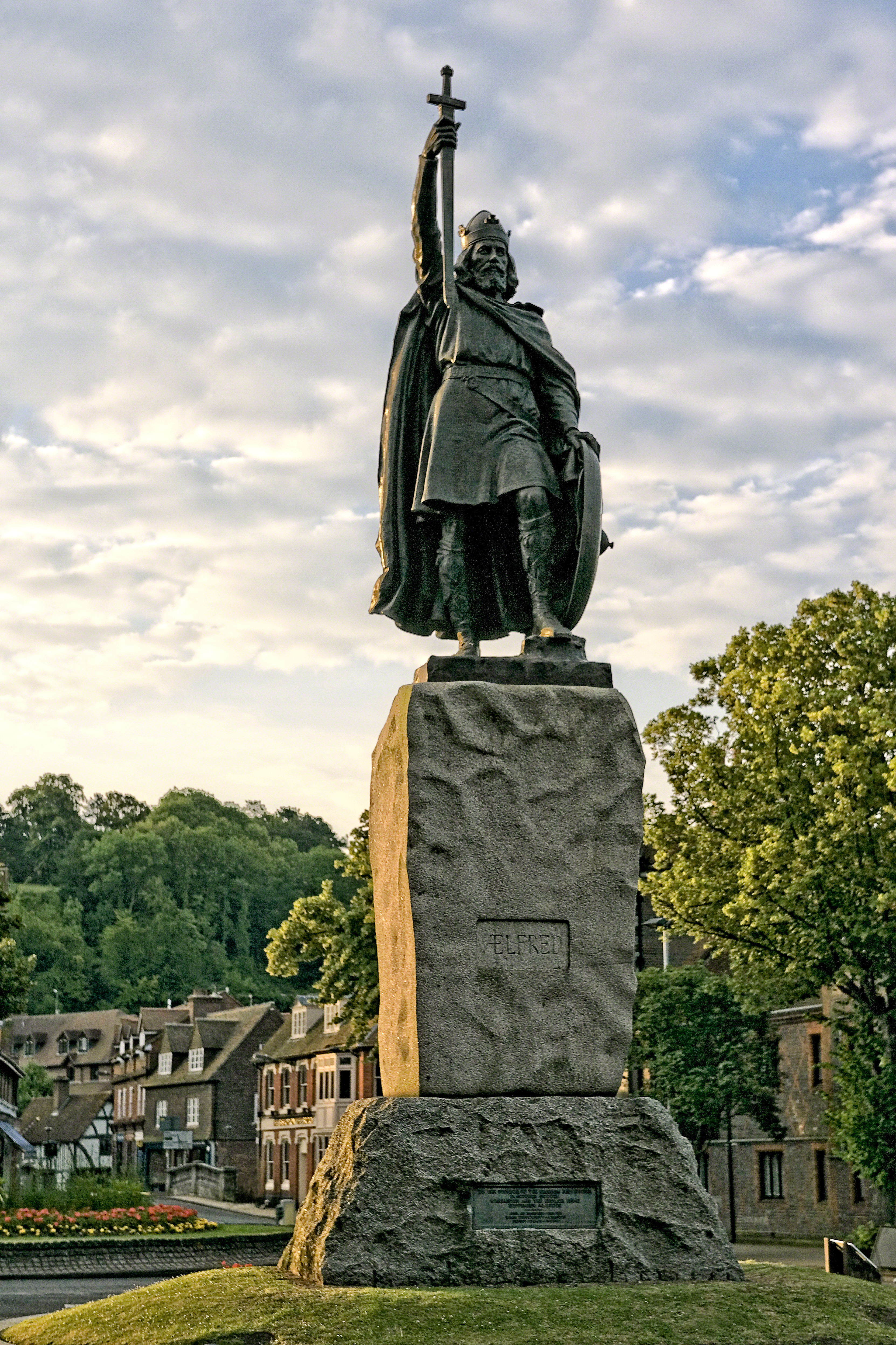
Hamo Thornycroft, Statue d'Alfred le Grand, Winchester.

La ville devient connue sous le nom de Wintanceaster (« Fort Venta ») en vieil anglais. En 648, le roi Cenwalh de Wessex érige l'église Saint-Pierre et Saint-Paul, plus tard connue sous le nom de Old Minster, qui devient une cathédrale dans les années 660 lorsque le siège épiscopal de la Saxe occidentale est transféré de Dorchester-on-Thames. Aux alentours de 686, après la victoire du roi Cædwalla sur Æthelwalh, roi du Sussex, elle devient de facto la capitale du royaume de Wessex à la place de Dorchester, située sur la Tamise à la frontière du royaume de Mercie.
En 827, bien qu'elle ne soit pas la seule cité à avoir été la capitale du royaume, Ecgberht (roi du Wessex) lui attribue définitivement cette fonction. Dès 871, durant la politique d'unification de l'ensemble des royaumes anglo-saxons, à la fin du IXe siècle, Alfred le Grand en fait sa capitale. La ville forteresse est ainsi la gardienne du trésor royal et des archives du gouvernement après les dévastations des guerres face aux Normands. La forme actuelle de la ville date de la reconstruction à cette période lorsque le roi Alfred le Grand modifie le plan des rues romaines au profit d'un nouveau plan afin de fournir une meilleure défense contre les Vikings. La première monnaie de la ville semble dater de cette période.
Au début du Xe siècle, deux nouveaux établissements ecclésiastiques voient le jour, le couvent de Nunnaminster, fondé par la veuve d'Alfred Ealhswith et le New Minster. L'évêque Æthelwold de Winchester est un chef de file du mouvement de réforme monastique de la fin du Xe siècle. Il expulse les chanoines séculiers des deux ministres et les remplace par des moines. Il crée le système de drainage, le Lockburn, qui permet d'assainir la ville jusqu'en 1875, et qui survit toujours. Toujours à la fin du Xe siècle, l'ancienne cathédrale est agrandie en tant que centre du culte de l'évêque de Winchester du IXe siècle, saint Swithun. Les trois cathédrales abritent ce que l'historien de l'architecture John Crook décrit comme « les réalisations artistiques suprêmes » de l'école de Winchester.

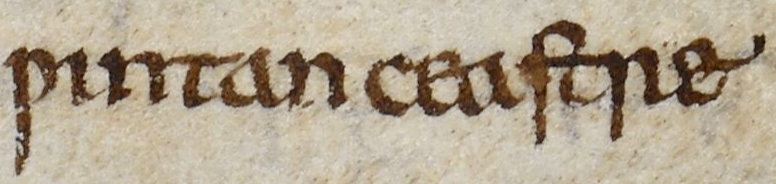
Mention de Wintanceaster dans la Chronique anglo-saxonne (entre le).

Le consensus parmi les historiens de l'Angleterre anglo-saxonne est que la cour est mobile à cette époque et qu'il n'y a pas de capitale fixe,,,. Martin Biddle a suggéré que Winchester était un centre d'administration royale aux VIIe et VIIIe siècles, mais cela est remis en question par Barbara Yorke qui considère comme significatif que le comté ait été nommé d'après Hamtun, le précurseur de Southampton. Cependant, Winchester est décrite par l'historienne Catherine Cubitt comme « la première ville du royaume de Saxe occidental » et Janet Nelson décrit Londres et Winchester comme les proto-« capitales » d'Alfred le Grand.
Ce chef-lieu d'un puissant évêché médiéval reste ainsi le centre politique de l'Angleterre jusqu'à la Conquête normande de l'Angleterre par Guillaume le Conquérant en 1066. Le souverain transfère une partie des pouvoirs à Londres.
Un an après la prise de la ville par les Normands, ceux-ci se lancent néanmoins dans de grands travaux d'urbanisme, notamment par : 
- la construction d'un château dans l'angle sud-ouest de l'enceinte de la cité,
- le doublement de la superficie de l'ancien palais royal,
- la construction d'un monastère adjacent à la cathédrale fondé par Guillaume le Conquérant qui reçoit des biens confisqués et des reliques autrefois dispersées à préserver,
- l'édification dès 1079 de la cathédrale et du palais de l'évêché dont le chantier commencé par l'évêque Vauquelin, égale à l'époque celui de l'abbaye de Cluny.

Ces constructions donnent ainsi à Winchester une place éminente dans le gouvernement du royaume et la conduite des affaires ecclésiastiques. Au XIIe siècle, la ville semble être le lieu principal de conservation des archives et du trésor royal, avant que son importance décline au profit de Londres à la fin du Moyen Âge.
La ville est brûlée en 1141 lors de la déroute de Winchester au cours de la Guerre civile anglaise (1135-1154), son château est détruit. Au XIVe siècle, William de Wykeham joue un rôle dans sa restauration. En tant qu'évêque de Winchester, il est responsable d'une grande partie de la structure actuelle de la cathédrale ; il fonde la public school encore existante du Winchester College. Au Moyen Âge, la ville est un centre important du commerce de la laine, avant d'entrer dans un lent déclin[réf. nécessaire]. La cloche du couvre-feu dans le clocher sonne toujours à 20h00 chaque soir.

#### Les Juifs à Winchester
Les Juifs vivent à Winchester depuis au moins 1148 ; au XIIIe siècle, la communauté juive de la ville est l'une des plus importantes d'Angleterre. Une archa ou arca, un dépôt de documents médiéval, est installée dans la ville et le quartier juif est situé en son cœur (aujourd'hui Jewry street). Une série de plaintes pour accusation antisémite de meurtre rituel a lieu contre la communauté juive dans les années 1220 et 1230, qui est probablement la cause de la pendaison du chef de la communauté, Abraham Pinch, devant la synagogue dont il est le chef. Simon V de Montfort saccage le quartier juif en 1264, et en 1290 tous les Juifs sont expulsés d'Angleterre.

#### École d'art

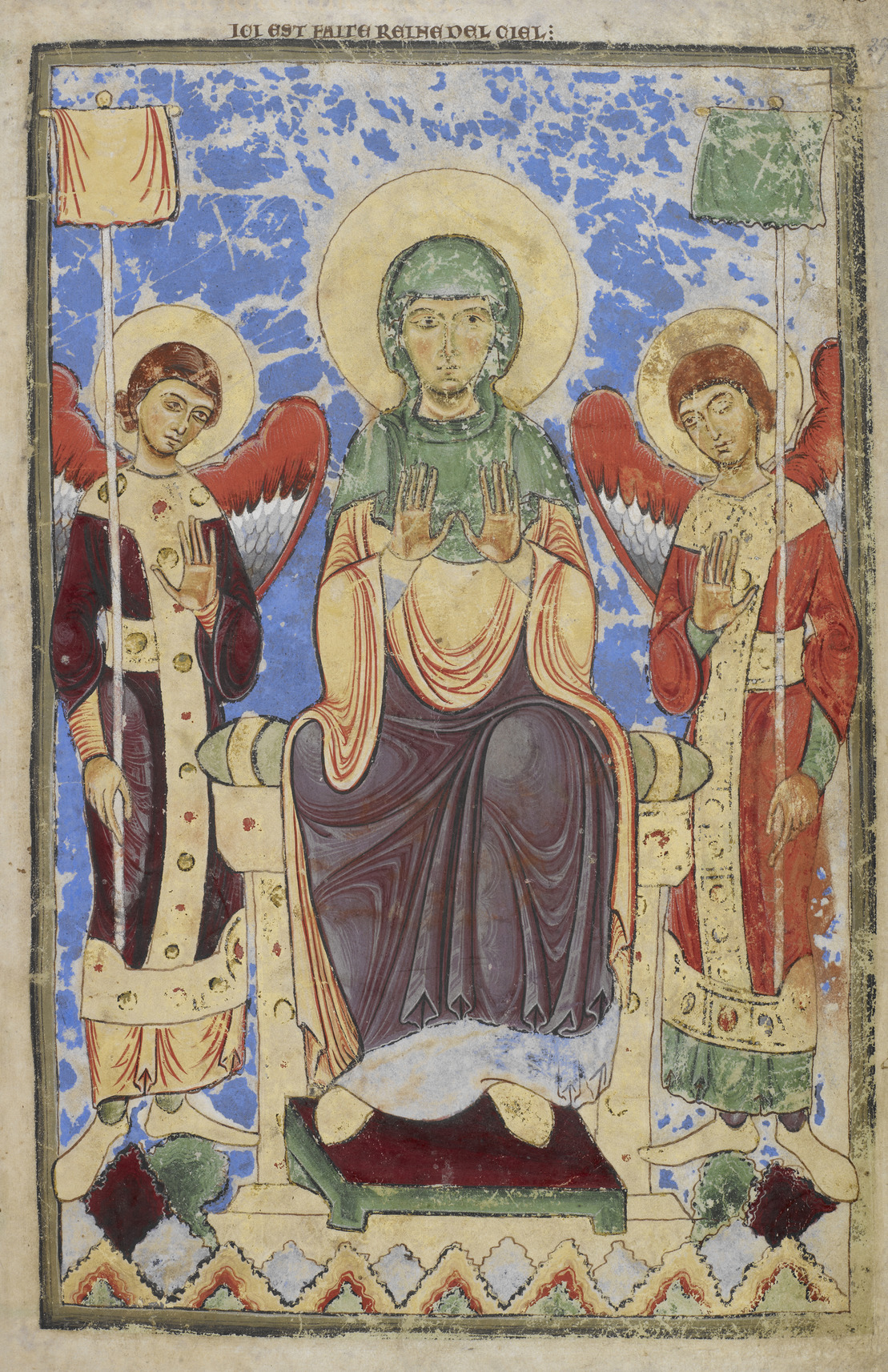
Vierge en majesté entre deux archanges, psautier d'Henri de Blois (1121-1161).

À partir de 950, sous l'égide de son abbaye réformée par les bénédictins, Winchester est le phare d'une école d'art créant des manuscrits à peinture et d'ivoires. Ce courant d'art religieux rayonne depuis tout le sud de l'Angleterre. Sous l'épiscopat de Æthelwold de Winchester, l'art de l'enluminure et des éditions prestigieuses prend une ampleur inégalée. En 983, une puissante abbaye bénédictine est construite par le pouvoir royal. Les ateliers d'art, initialement sous influence messine, passent sous l'exigeante maîtrise rémoise des dessins et de couleurs. Vers l'an mil, des liens artistiques s'approfondissent avec l'Abbaye de Fleury, centre producteur de psautiers et d'évangiles.
Au milieu du siècle, les écoles d'art renaissent grâce au mécénat épiscopal d'Henri de Blois. Plusieurs manuscrits précieux y sont exécutés dont la bible de Winchester ou encore le psautier d'Henri de Blois.

### Période moderne

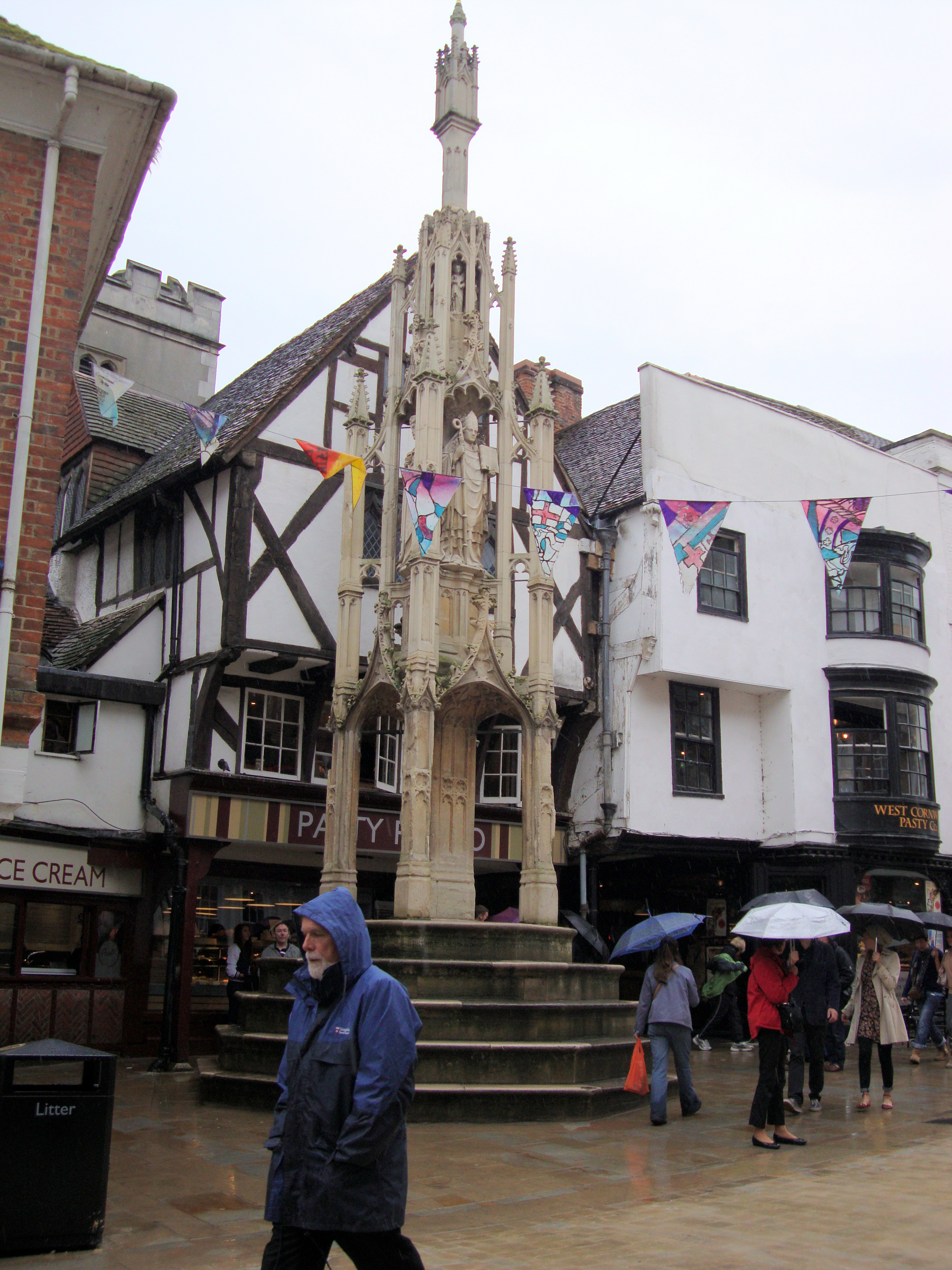
The Buttercross.

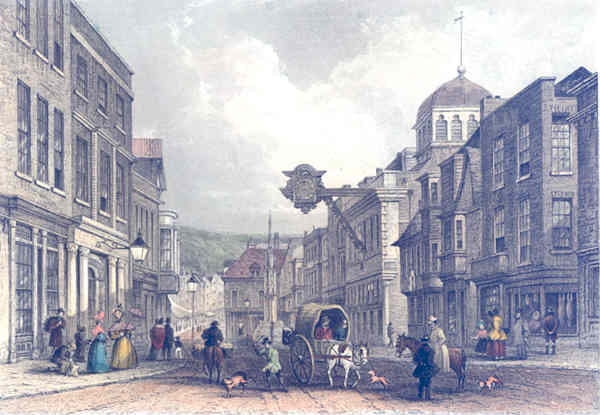
Winchester High Street vers 1853.

La ville est puissante sous Henri Ier, Henri III y naît, elle ne décline irrémédiablement que sous Henri VI. Avec son statut avantageux de résidence royale, la ville conserve son faste et sa capacité d'accueil des barons et des grands souverains. Henri VIII y reçoit Charles Quint, Philippe II y épouse Marie Ire.
La City Cross (également connue sous le nom de Buttercross) date du XVe siècle et comprend 12 statues de la Vierge Marie, des saints et divers personnages historiques. Plusieurs statues semblent avoir été ajoutées tout au long de l'histoire de la structure. En 1770, Thomas Dummer achète le Buttercross à la Corporation of Winchester, avec l'intention de le faire reconstruire à Cranbury Park, près d'Otterbourne. Lorsque ses ouvriers arrivent pour démonter la croix, ils en sont empêchés par les habitants qui « ont organisé une petite émeute » et sont contraints d'abandonner leur tâche. L'accord avec la ville est annulé et Dummer érige une copie de lattes et de plâtre, qui reste dans le parc pendant environ soixante ans avant d'être détruite par les intempéries. Le Buttercross lui-même a été restauré par George Gilbert Scott en 1865 et se trouve toujours dans High Street. C'est maintenant un scheduled monument.
Les murs de la ville, construits à l'époque romaine et couvrant une superficie d'environ 138 acres (56 ha), sont reconstruits et agrandis par sections au fil du temps. Une grande partie, construite sur des fondations romaines, est démolie aux XVIIIe et XIXe siècles alors qu'elle tombe en ruine ; les portes sont devenues un obstacle à la circulation et un danger pour les piétons, avec seulement une petite partie du mur romain d'origine,. Des six portes (nord, sud, est, ouest, Durn et King's Gates), seules Kingsgate et Westgate survivent, avec des sections des murs autour des deux portes et près des ruines du château de Wolvesey.
Trois sculptures en bronze remarquables sont visibles dans ou depuis la rue principale, réalisées par de grands sculpteurs des XIXe et XXe siècles : une statue monumentale de la reine Victoria, maintenant dans le Grand Hall par Sir Alfred Gilbert (également connu pour la sculpture d'Éros à Piccadilly Circus à Londres), le roi Alfred, face à la ville avec l'épée levée au centre de The Broadway par Hamo Thornycroft, et l'œuvre moderne du Cheval et Cavalier de Dame Elisabeth Frink à l'entrée du palais de justice.
La romancière Jane Austen est décédée à Winchester le 18 juillet 1817 et est enterrée dans la cathédrale. Lors d'un séjour à Winchester de la mi-août à octobre 1819, le poète romantique John Keats écrit  Isabella, La Vigile de la sainte Agnès, Lamia,Ode à l'automne, des parties de Hyperion et la poésie tragique en cinq actes Othon le Grand
Important nœud routier, à 100 km à l'ouest-sud-ouest de Londres et à 20 km au nord-nord-est de Southampton, la ville est desservie par le chemin de fer au milieu du XIXe siècle. Elle compte 14 784 habitants en 1865. De vieilles maisons et une belle cathédrale, possédant des reliques des rois saxons et le tombeau de Guillaume II, marquent son ancien statut de capitale, puis de résidence royale. En cette époque victorienne, l'évêché est le plus riche d'Angleterre, après Durham. Un tableau de Lazare, peint par West, est accroché au-dessus de l'autel. Il s'y trouve aussi un grand hôpital et une riche bibliothèque.
En 2013, un journal local rapporte que les entreprises impliquées dans le marché du logement disent que l'intérêt architectural et historique de la ville, ainsi que ses liens rapides vers d'autres villes, ont conduit Winchester à devenir l'un des lieux les plus chers et les plus recherchés du pays et classe le comté comme l'une des régions les moins défavorisées d'Angleterre et du pays de Galles.

## Gouvernance

Carte des quartiers de Winchester même dans le district plus large de la cité de Winchester.

De 1835 à 1974, Winchester était gouverné comme un borough municipal du Hampshire. Jusqu'en 1902, les affaires de la ville étaient également administrées en partie par ses paroisses : St Lawrence, St Mary Kalendar, St Maurice, St Michael, St Peter Colebrook, St Swithin, St Thomas, St John, St Bartholomew Hyde, Milland, St Faith et St Peter Cheesehill et ses zones extra-paroissiales : Cathedral Precincts, St Mary's College Precincts, St Cross Hospital Precinct et Wolvesey. Historiquement, le sud de la ville relevait de la « Liberty of the Soke », et était ainsi largement autonome,. Depuis 1974, la ville est gouvernée dans le cadre du district plus large de la cité de Winchester dans le Hampshire (comté). Le district compte 16 circonscriptions électorales, dont cinq couvrent la zone de la ville elle-même : St Barnabas, St Paul, St Luke, St Bartholomew et St Michael. Elles ont chacune trois conseillers en dehors de St Luke, qui est un quartier avec deux représentants. Pour les élections au conseil du comté de Hampshire, le district de la ville de Winchester est composé de 7 quartiers, Winchester Westgate et Winchester Eastgate couvrant la ville elle-même.
Les limites actuelles des quartiers ont été adoptées en 2016, lorsque tous les sièges étaient à pourvoir. Depuis lors, les élections au conseil municipal de Winchester ont lieu trois ans sur quatre, un tiers des conseillers étant élus à chaque élection. Depuis les élections de 2006 jusqu'aux élections de 2010, le conseil était dirigé par des conservateurs. En 2010, il a été brièvement contrôlé par les libéraux-démocrates, avant d'être à nouveau contrôlé par les conservateurs de 2011 à 2019, lorsque les libéraux-démocrates ont pris le contrôle.
Winchester (circonscription du Parlement britannique) est actuellement représenté à la Chambre des communes par Steve Brine, conservateur, qui aux élections générales britanniques de 2010 a battu Martin Tod, le candidat libéral-démocrate, par 3 048 voix (une marge de 5,4 %). Mark Oaten  a précédemment remporté le siège des libéraux-démocrates lors des élections générales de 1997 au cours desquelles il a battu Gerry Malone, ministre de la Santé du gouvernement conservateur de John Major, qui occupait le siège depuis 1992. Brine a été réélu en 2015 et en 2017. En 2019, il a brièvement siégé en tant qu'indépendant avant d'être réélu en tant que conservateur lors des élections de 2019.
Le maire de Winchester existe, qui a un rôle cérémoniel, mais remonte au moins à la fin du XIIe siècle. La durée du mandat du maire est actuellement d'un an.

## Monuments et curiosités

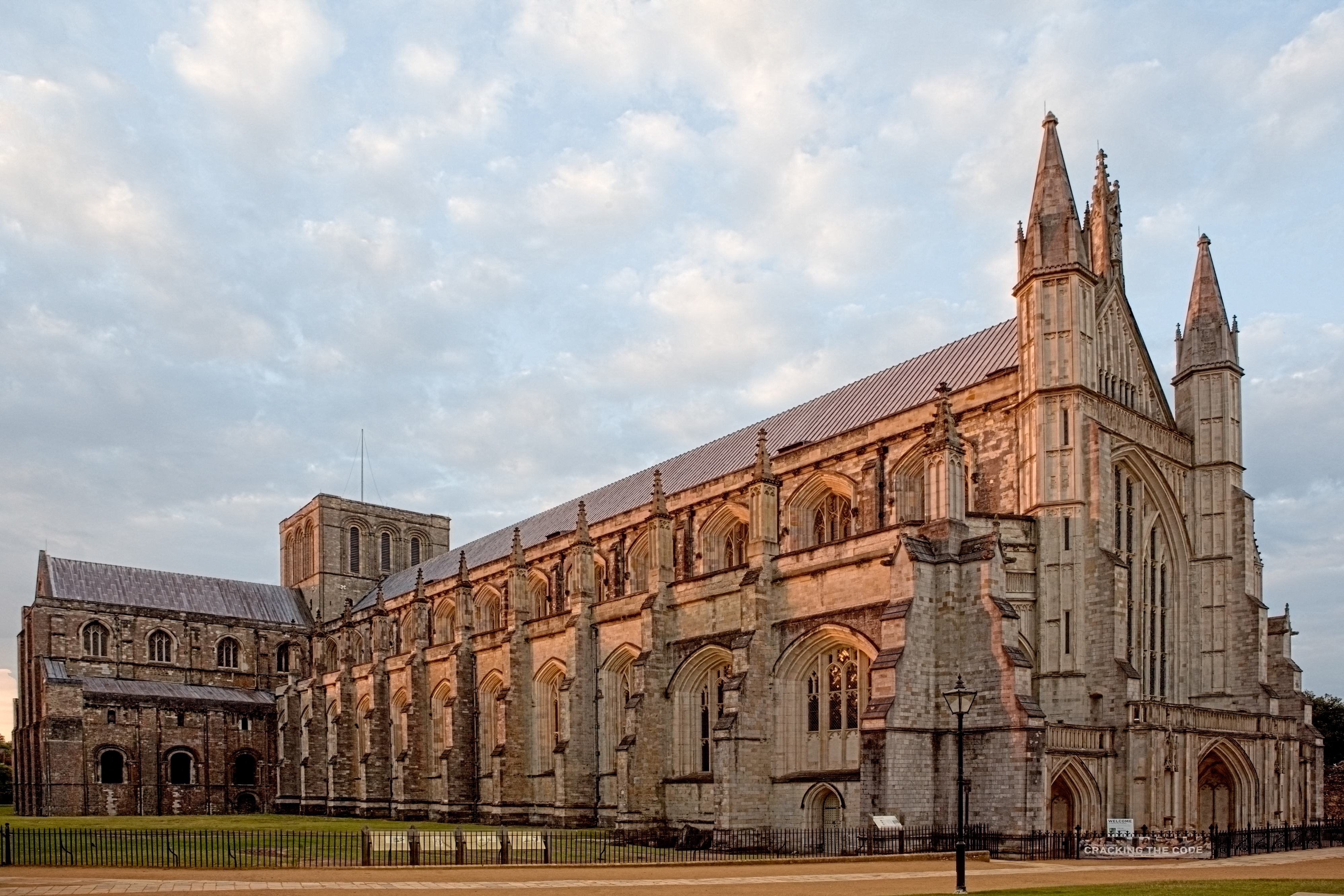
La cathédrale de Winchester.

### Cathédrale
La cathédrale de Winchester, de renommée mondiale, est un des plus beaux édifices religieux anglais. L'origine de sa construction date de 1079 ; elle reste la cathédrale gothique d'Europe avec la nef la plus longue. Elle contient des éléments d'architecture s'étendant du XIe au XVIe siècle et est le lieu d'inhumation de nombreux évêques de Winchester (tels que William de Wykeham), de monarques Anglo-Saxons (tels que Ecgberht (roi du Wessex)) et de monarques ultérieurs tels que le roi Knut le Grand et Guillaume le Roux. Autrefois un important centre de pèlerinage, elle abritait le sanctuaire de saint Swithun. L'ancien chemin des pèlerins vers Canterbury commence à Winchester. Le plan de l'ancien Old Minster est tracé dans la pelouse jouxtant la cathédrale. Le New Minster (le lieu de sépulture d'origine d'Alfred le Grand et d'Édouard l'Ancien) se tenait autrefois à côté. La cathédrale a un chœur de filles et un chœur de garçons qui y chantent régulièrement.
La cathédrale renferme la célèbre Bible de Winchester et abrite, outre les tombes des premiers rois d'Angleterre, entre autres, celle de Jane Austen.
L'enclos de la cathédrale de Winchester contient un certain nombre de bâtiments historiques datant de l'époque où la cathédrale était également un prieuré, notamment le Deanary qui remonte au XIIIe siècle, à l'origine la maison du prieur, aussi lieu de naissance d' Arthur Tudor prince de Galles en 1486. Non loin de là se trouve Cheyney Court, une maison à pans de bois du milieu du XVe siècle incorporant la loge du portier de la porte du prieuré qui était le palais de justice de l'évêque.
Le premier bâtiment à poutres apparentes encore debout en Angleterre est situé dans l'enclos de la cathédrale, à côté du jardin du doyen. Il est connu sous le nom de Pilgrims' Hall (salle des Pèlerins), car il faisait partie de l’hôtellerie accueillant les nombreux pèlerins au sanctuaire de saint Swithun. Les restes des somptueux banquets des prieurs (les prédécesseurs monastiques des doyens ultérieurs) étaient donnés aux pèlerins, qui étaient invités à passer la nuit dans la salle. Le conseil municipal de Winchester pense qu’il a été construit en 1308. Faisant maintenant partie de The Pilgrims' School, une école rattachée à la cathédrale, la salle est utilisée par l’école pour les assemblées le matin, les leçons de théâtre, les pièces de théâtre, les pratiques orchestrales, les répétitions de la chorale, etc.
L'entrée des piétons dans le quadrangle nord de la cathédrale se fait par les arcs normands de la tour Saint Maurice, dans High Street.

### Château de Wolvesey
Le château de Wolvesey (Wolvesey Castle) était le palais épiscopal normand, datant de 1110, mais édifié sur le site d'une structure saxonne antérieure. Il a été rehaussé par Henri de Blois pendant l'Anarchie anglaise lors du règne de son frère Étienne (roi d'Angleterre). Il y fut assiégé pendant quelques jours. Au XVIe siècle, Marie Ire (reine d'Angleterre) et Philippe II (roi d'Espagne) y ont résidé juste avant leur mariage dans la cathédrale. Le bâtiment est aujourd'hui en ruine (entretenu par English Heritage) ; la chapelle a été intégrée au nouveau palais construit dans les années 1680, dont il ne reste qu'une aile.

### Château

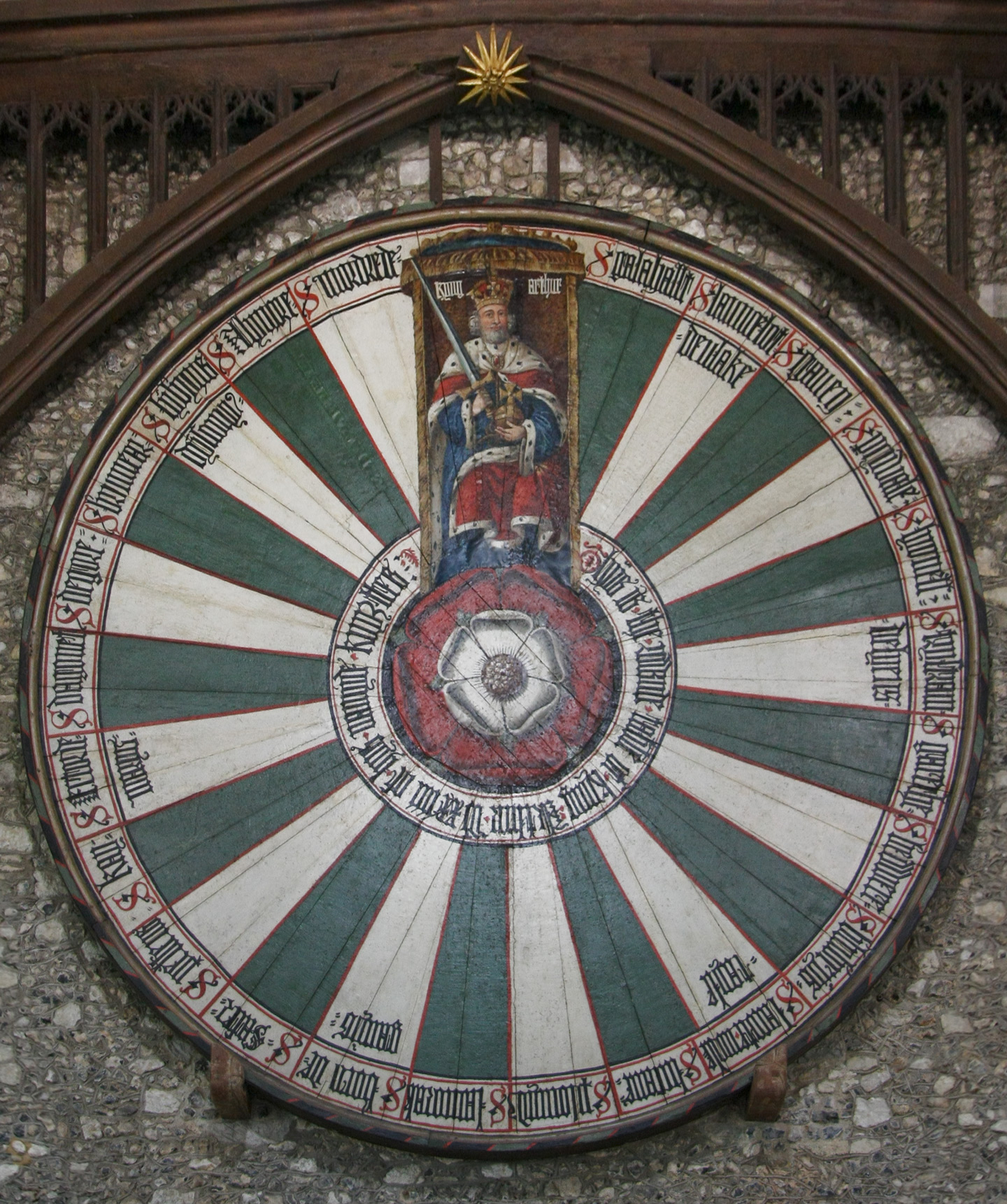
Winchester RoundTable (Table ronde du roi Arthur).

Winchester est bien connue pour la grande salle de son château, qui a été construit au XIIe siècle. La Grande Salle (Great Hall) a été reconstruite entre 1222 et 1235, seul vestige subsistant du château de Winchester. La Table ronde du roi Arthur, table de bois suspendue dans le Grand Hall depuis au moins 1463, datant du XIIIe ou du début du XIVe siècle, n'a été peinte qu'en 1522 sous les ordres du roi Henri VIII. Les places à la table sont peintes, alternativement, de vert et de blanc ; le nom de chacun des 24 Chevaliers de la Table ronde étant inscrit en lettres d'or. Le visage du roi n'est pas celui d'Arthur, qui surmonte la table sur son trône, mais celui d'Henri VIII ; la rose des Tudors est également présente. Malgré cela, elle reste d'un intérêt historique considérable et attire de nombreux touristes.
En face de la table se trouvent les « Wedding Gates » (« portails de mariage ») de Charles III (roi du Royaume-Uni). Une reconstitution d'un jardin médiéval se trouve dans l'enceinte de la Grande Salle. En dehors de la salle, seuls quelques vestiges excavés de la forteresse survivent parmi le palais de justice moderne. Les bâtiments ont été supplantés par la King's House adjacente, désormais intégrée à la Peninsula Barracks où se trouvent cinq musées militaires. La formation qui était autrefois dispensée à la caserne est désormais assurée par le régiment d'entraînement de l'armée de Winchester, basé à la caserne Sir John Moore, 2 milles (3,218688 km) en dehors de la ville.

### Hôpital de St Cross

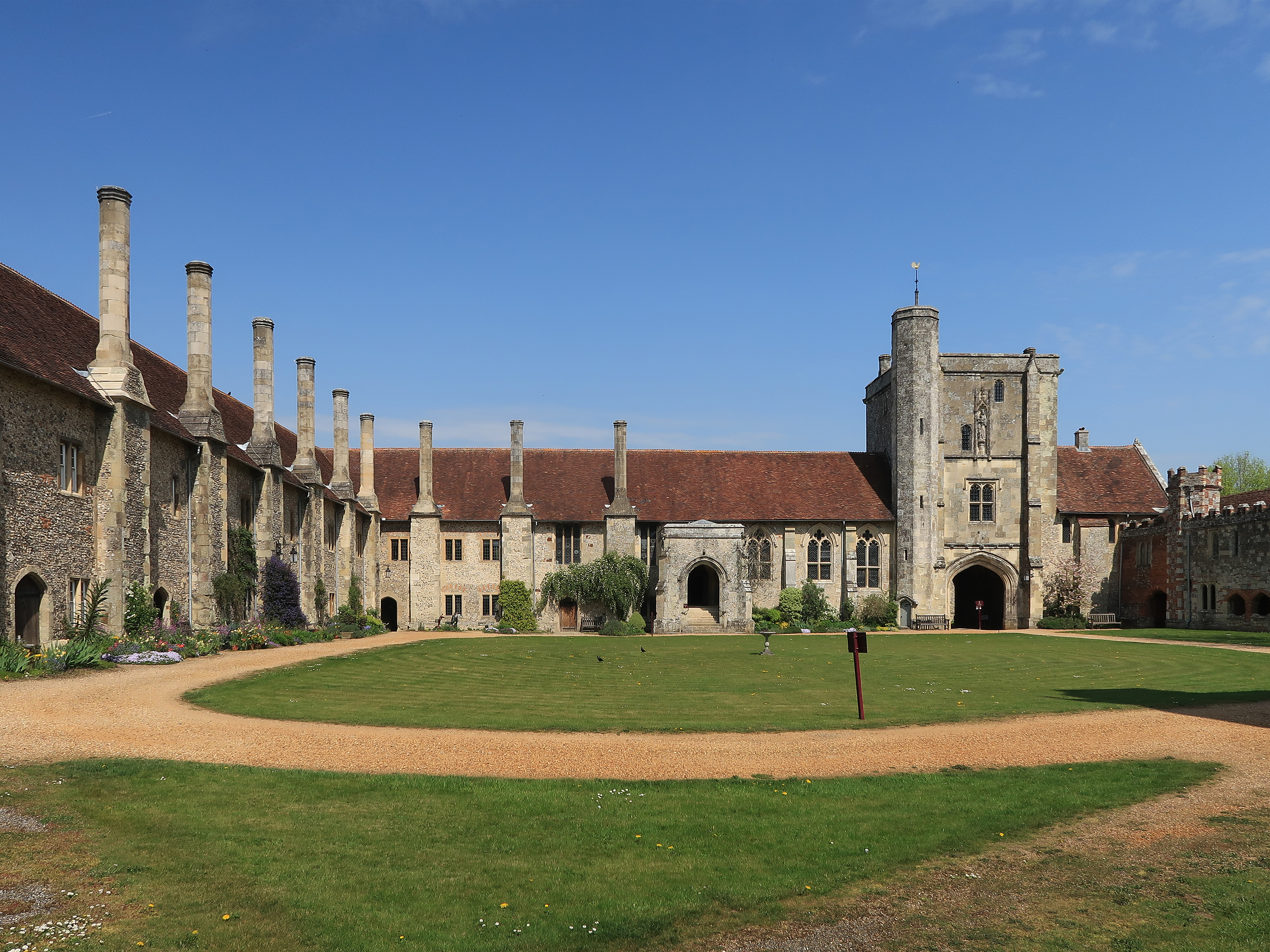
Hôpital de St Cross.

L'aumônerie et la vaste chapelle normande de l'hôpital de St Cross ont été fondés juste à l'extérieur du centre-ville par Henri de Blois dans les années 1130. Depuis au moins le XIVe siècle, et toujours offerte aujourd'hui, une « indemnité de voyageur » de bière et de pain est distribuée pour soi-disant inciter à aider les pèlerins sur leur chemin vers Canterbury.

### Musées
Le musée de la ville (City Museum), situé au coin de Great Minster Street et de The Square, contient de nombreuses informations sur l'histoire de Winchester. Les premiers exemples de mesures Winchester de capacité standard y sont exposés. Le musée a été l'un des premiers musées construits à cet effet à être construit en dehors de Londres. Les sujets locaux présentés comprennent la Venta Belgarum gallery qui relate l'histoire romaine de la ville et certains intérieurs de magasins d'époque authentiques provenant de la High Street voisine. Parmi les autres lieux d'intérêt culturel, citons le musée Westgate (qui présente divers objets d'armement) et le centre de ressources historiques, qui détient de nombreux documents liés à l'histoire de la ville. En 2014, la propriété du musée de la ville a été transférée au Hampshire Cultural Trust dans le cadre d'un transfert plus important de musées du Hampshire County Council et du Winchester City Council.
Les musées militaires abrités dans des casernes de Winchester présentent cinq collections hors pair concernant l'histoire de différents régiments.

### Autres bâtiments et curiosités
Parmi les autres bâtiments historiques figurent le Guildhall datant de 1871 dans le style néogothique, où se réunit le conseil municipal, le Royal Hampshire County Hospital, conçu par William Butterfield, et Winchester City Mill construit en 1744, l'un des nombreux moulins à eau de la ville entraînés par la rivière Itchen qui traverse le centre ville. Le moulin a été récemment restauré et moud à nouveau le maïs grâce à l'énergie hydraulique. Il appartient au National Trust for Places of Historic Interest or Natural Beauty.
Castle Hill est l'emplacement de la salle du conseil du comté de Hampshire.
Entre Jewry Street et St Peter's Street se trouve l'église catholique St Peter construite en 1924 et conçue par Frederick Walters. À côté se trouve Milner Hall, construite dans les années 1780, la première église catholique à être consacrée depuis 1558.
Le Winchester College, fondé en 1382, n'a jamais cessé ses activités depuis. Archibald Wavell y est enterré.
Le Jardin de la Reine Eleanor, ainsi nommé d'après la Reine Éléonore de Provence, femme d'Henri III d'Angleterre est situé juste derrière la porte sud du Great Hall. Cet herbarium médiéval a été recréé ; il a été inauguré en 1986 par la Reine Mère (Elizabeth Bowes-Lyon).
La City Cross, communément nommée Buttercross, croix du XVe siècle restaurée en 1865, se trouve dans High Street.
Une série de 24 bollards au coin de Great Minster Street et The Square a été peinte dans le style d'artistes célèbres, ou avec des scènes d'actualité, par The Color Factory entre 2005 et 2012, à la demande du conseil municipal de Winchester.

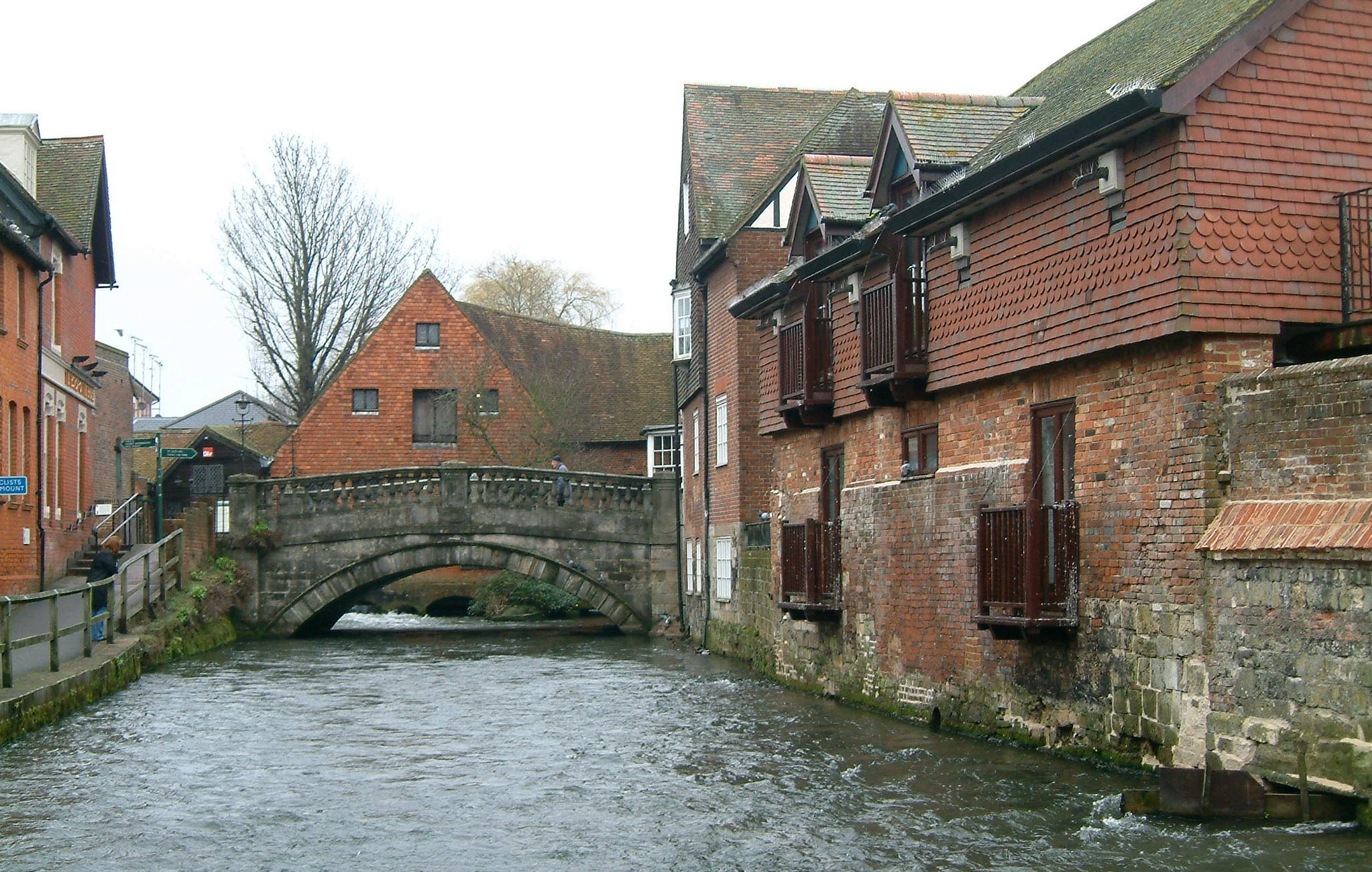
Le moulin et la rivière Itchen.
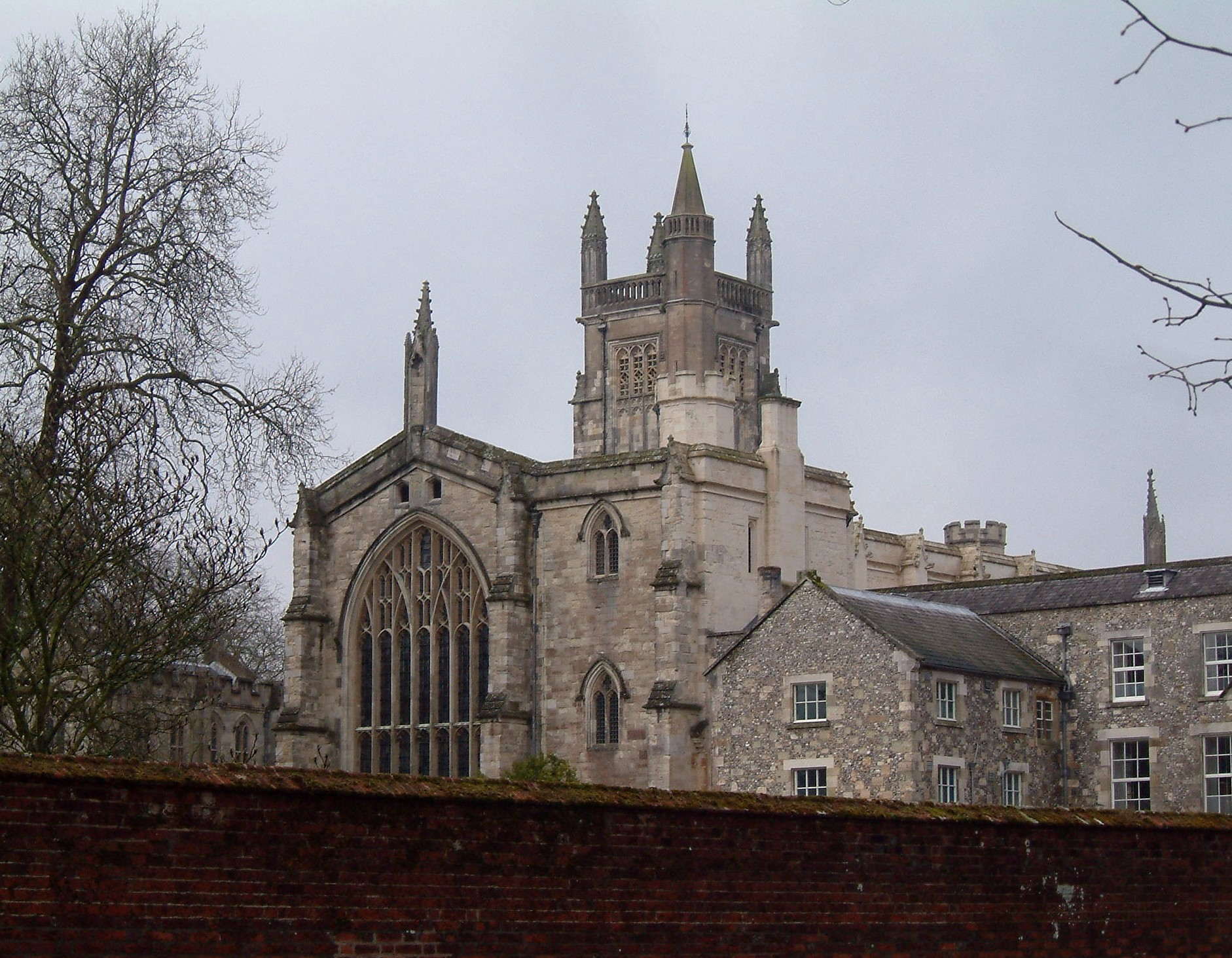
Winchester College.
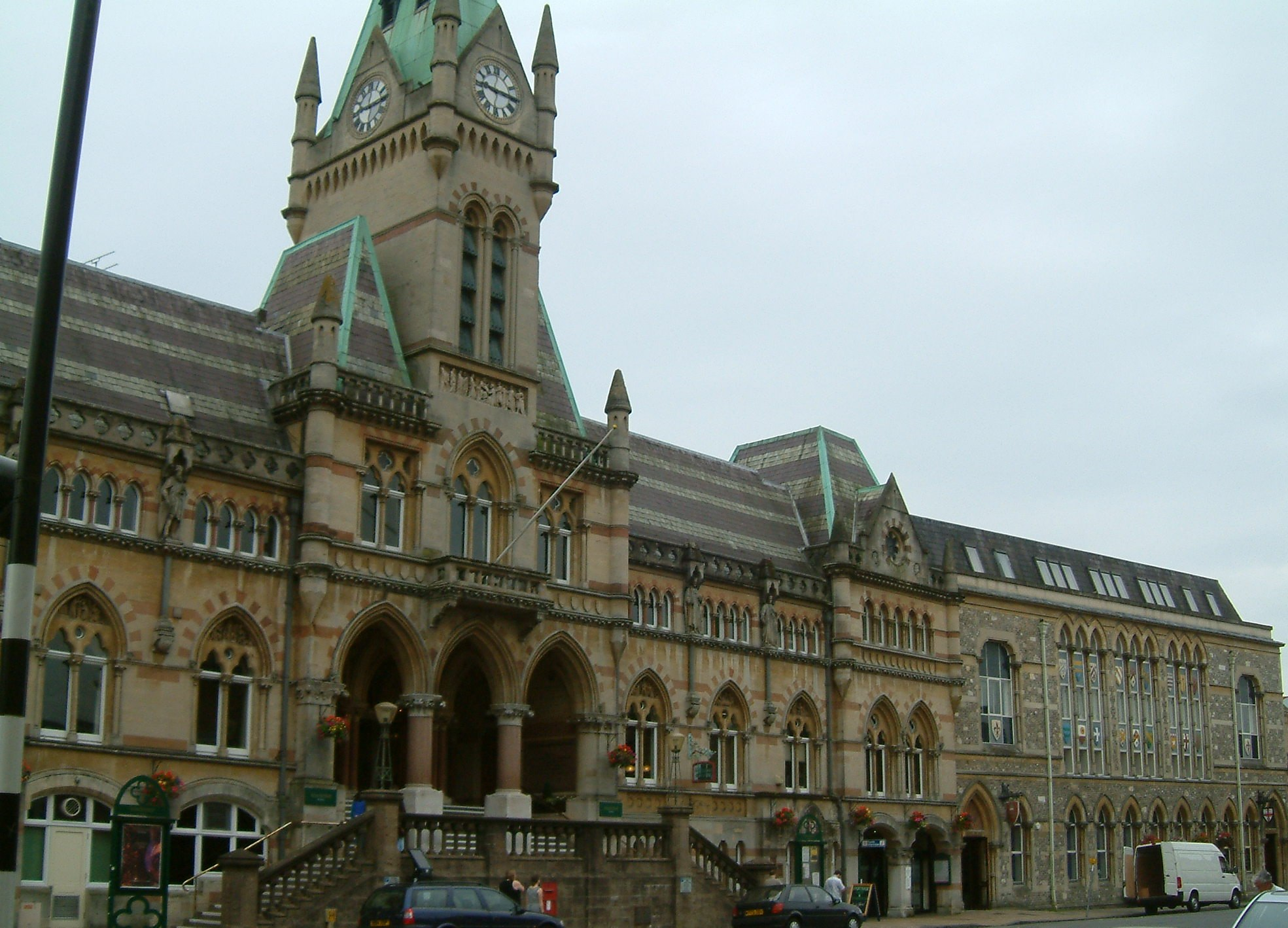
Guildhall.
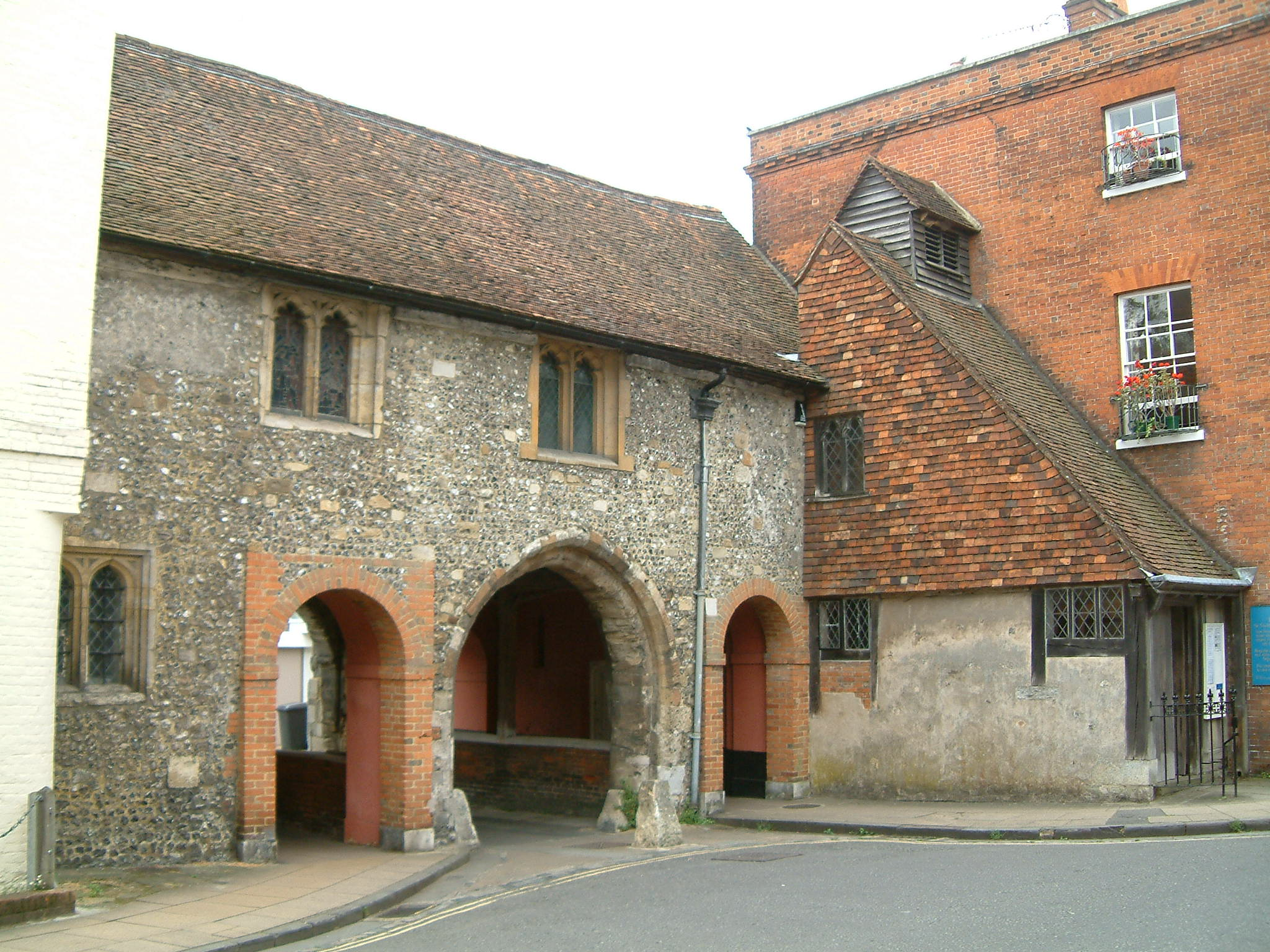
Kingsgate.

## Éducation

### Écoles financées par l'État
Winchester possède des écoles primaires de l'Église d'Angleterre, dont des écoles publiques et privées. L'école primaire catholique St Peters a obtenu les résultats SATs les plus élevés, après avoir obtenu un score parfait de 300 en 2011.
Il existe quatre écoles secondaires polyvalentes publiques : Henry Beaufort School, Kings' School Winchester et The Westgate School situées dans la ville, ainsi que Osborne School, une école spéciale communautaire.

### Écoles indépendantes

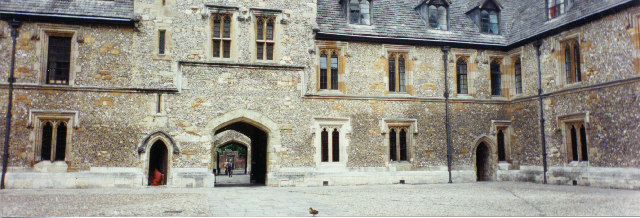
Cour du Winchester College datant de 1394.

Les junior/preparatory schools indépendantes sont : The Pilgrims 'School Winchester, Prince's Mead School et Twyford School, cette dernière se trouvant juste à l'extérieur de la ville et prétendant être la plus ancienne preparatory school du Royaume-Uni. Il existe deux senior schools indépendantes, St Swithun (un externat et un internat pour filles de la maternelle à la sixième) et Winchester College, une Public school pour garçons. Les deux écoles sont souvent en tête des tableaux de résultats des examens pour la ville et le comté.

### Écoles spéciales
Osborne School est une école d'enseignement spécialisé financée par l'État pour les élèves âgés de 11 à 19 ans, située à Winchester. Shepherds Down Special School est une école d'enseignement spécialisé financée par l'État pour les élèves âgés de 4 à 11 ans, située juste à l'extérieur de la ville dans les limites de Compton and Shawford.

### Enseignement complémentaire et supérieur
L'université de Winchester (anciennement King Alfred's College) est une université publique basée à Winchester et dans les environs. Elle est classée 10e pour l'excellence de l'enseignement dans The Times et The Sunday Times 2016 Good University Guide, avec une note de 92 %, et quatrième pour la satisfaction des étudiants en Angleterre dans le National Student Survey 2015. Les origines de l'université remontent à 1840, à l'origine un centre diocésain de formation des enseignants. King Alfred's, le campus principal, est situé sur un campus construit à cet effet près du centre-ville. Le campus de West Downs se trouve à quelques pas et abrite des installations et des logements pour étudiants ainsi que l'école de commerce.
La Winchester School of Art a été fondée dans les années 1860 en tant qu'institution indépendante et est maintenant une école de l'université de Southampton. L'école d'art est complétée par le logement étudiant Erasmus Park de l'université de Southampton à Winnall,.
Peter Symonds College, un collège qui dessert Winchester, a commencé comme Grammar school pour garçons en 1897 et est devenu un collège mixte en 1974.

## Sports

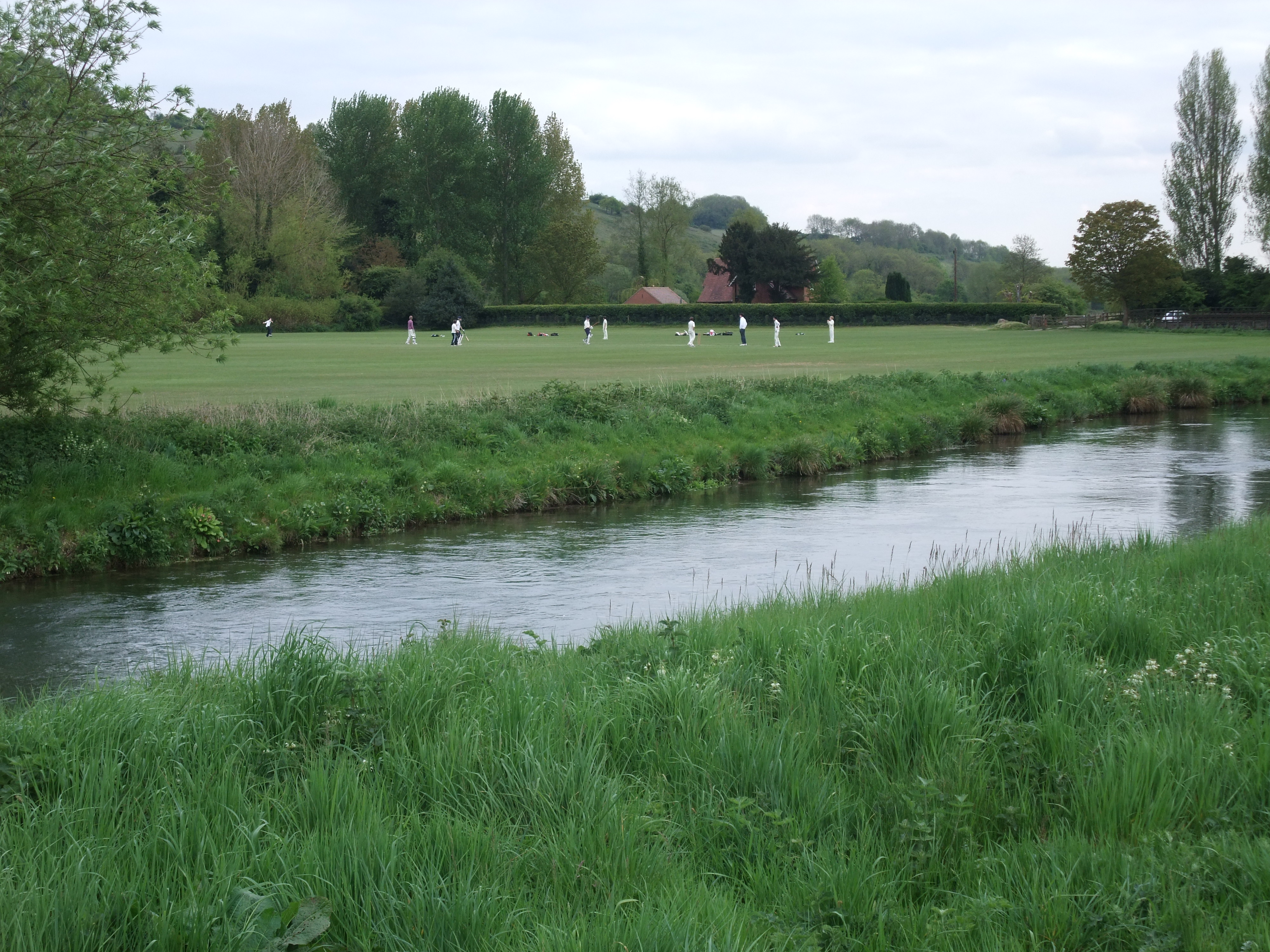
Cricket à proximité de l'Itchen.

Le Winchester City FC joue actuellement dans la Southern League et le Winchester Castle FC joue dans la Hampshire League depuis 1971.
Winchester City Flyers est un club de football féminin créé en 1996 qui compte près de 200 membres, jouant du football U9 au football féminin dans the Southern Region Women's Football League.
Le St Cross Symondians Cricket Club est l'un des premiers clubs de cricket du Hampshire et également l'un des plus importants avec 5 équipes masculines, 2 équipes féminines, une équipe junior et des équipes du week-end.
Winchester a une équipe de rugby à XV, Winchester RFC, et un club d'athlétisme, Winchester and District AC. La ville possède un club de hockey sur gazon, le Winchester Hockey Club.
Le boulingrin est joué dans plusieurs clubs. Le terrain de boules le plus ancien appartient au Friary Bowling Club, utilisé pour la première fois en 1820, tandis que le plus ancien club de boules est le Hyde Abbey Bowling Club créé en 1812. Riverside Indoor Bowling Club reste ouvert pendant les mois d'hiver.
Winchester dispose de trois terrains de golf de 18 trous. Le Royal Winchester Golf Club se trouve sur un terrain adjacent à Clarendon Way. John Henry Taylor était le professionnel du club lorsqu'il a remporté l'Open britannique hommes en 1894 et 1895 ; une salle avec des souvenirs  porte son nom. Hockley Golf Club est situé sur St Catherine's Hill. Le South Winchester Golf Club est un autre parcours de downland, conçu par David Thomas et Peter Alliss. Le club a été créé en 1993.
Winchester College a inventé et donné son nom au Winchester College Football.

## Transports

### Transport routier
Winchester est située près de l'autoroute M3 et au croisement des routes A34, A31, A3090 et A272. Autrefois un goulot d'étranglement majeur, la ville souffre toujours d'embouteillages aux heures de pointe. Elle se situe juste au sud de l'A303 et de l'A30.

#### Voie romaine
Une voie romaine partant de Salisbury se termine à Winchester. La route est maintenant un sentier récréatif connu sous le nom de Clarendon Way.

#### Services d'autobus

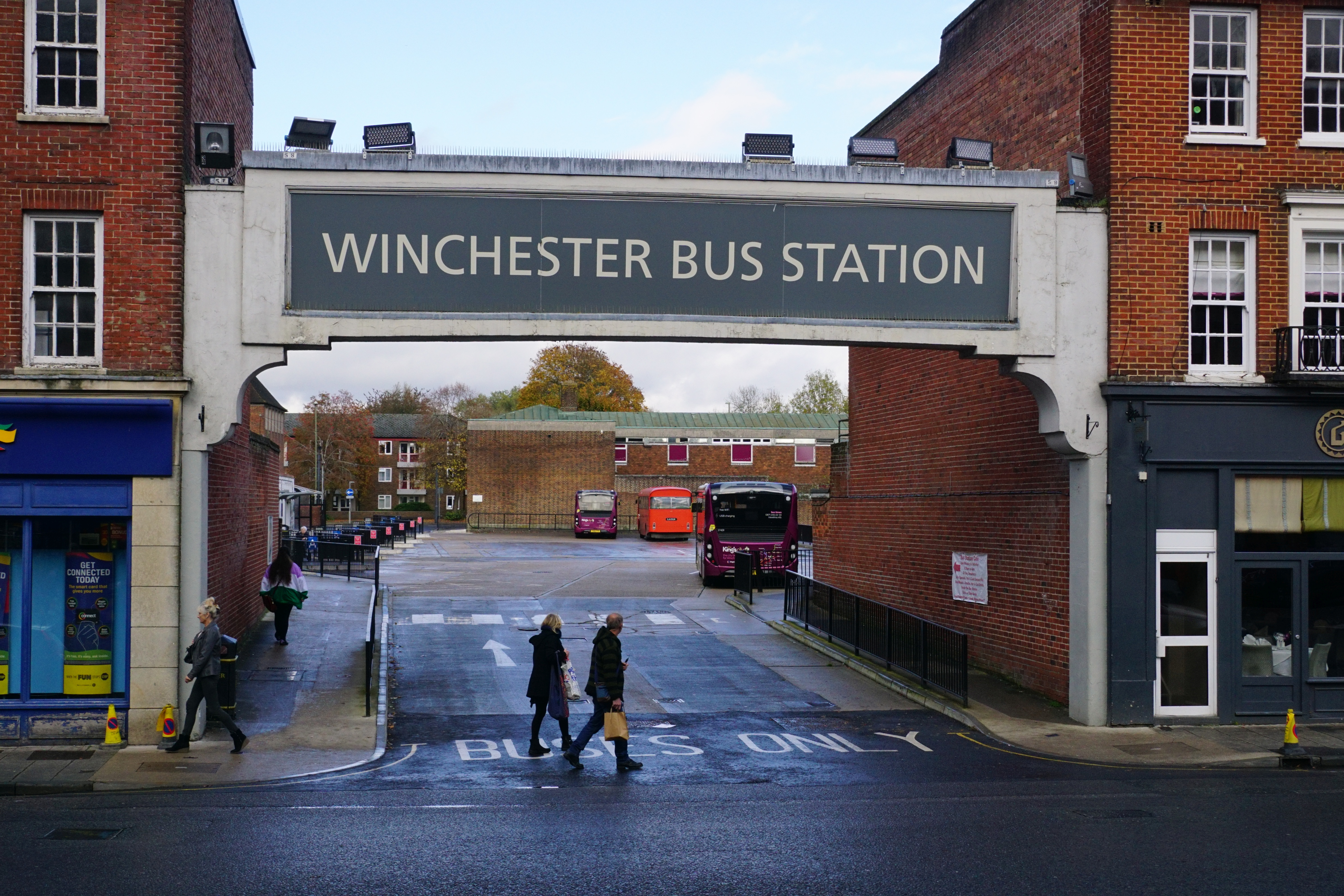
Gare routière.

Les services de bus locaux, ruraux et Park and Ride sont assurés par Stagecoach South, qui dessert Andover, Alton, Basingstoke, Petersfield, Romsey et Fareham. Bluestar offre des services vers Eastleigh et Southampton. De nombreux services sont subventionnés par le Hampshire County Council et des programmes de transport communautaire sont disponibles dans les zones sans service de bus régulier. Les autocars National Express fournissent des services principalement vers Bournemouth, Poole, Portsmouth et Londres. Megabus propose également des services interurbains.

### Transport ferroviaire
La gare de Winchester est desservie par les trains de la South Western Railway depuis la gare de Londres-Waterloo, Weymouth, Portsmouth et Southampton, ainsi que par CrossCountry entre Bournemouth et la gare de Manchester Piccadilly ou Newcastle via la gare de Birmingham New Street. Historiquement, elle était également desservie par une ligne vers Londres via la gare d'Alton, qui survit en partie sous le nom de Watercress Line. La fermeture de cette ligne a supprimé un itinéraire alternatif entre Londres et Winchester lorsque, en raison de travaux d'ingénierie ou d'autres raisons, la ligne principale est temporairement inutilisable. Une deuxième gare appelée Winchester Chesil, desservie par le chemin de fer Didcot, Newbury et Southampton, a fermé dans les années 1960. Cette ligne fournissait une liaison vers les Midlands et le Nord, en contournant la route actuelle plus longue passant par Reading.

## Tribunaux

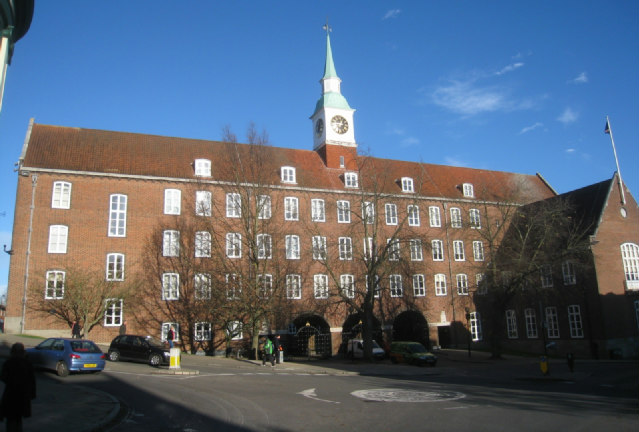
Hampshire Council offices.

Le Winchester Combined Court Center accueille à la fois la cour de la Couronne et le tribunal du comté. Il est administré par Her Majesty's Courts Service « (le service des tribunaux de sa Majesté ») une agence exécutive du ministère de la Justice. Winchester est un centre judiciaire de premier niveau et est visité par les juges de la Haute Cour pour les affaires pénales et civiles (dans le registre de district de la Haute Cour). Le procès pour meurtre de Rosemary West en 1995 est l'une des affaires les plus médiatisées à y avoir été entendues.
Winchester dispose d'un registre d'homologation de district distinct, qui fait partie de la Haute Cour de justice. Ce tribunal est séparé de l'établissement principal du tribunal en haut de Winchester High Street et ne traite que des questions d'homologation.
Une prison victorienne très peuplée, HMP Winchester, est située en face de l'hôpital, sur la B3040 en direction ouest du centre-ville.

## Médias et culture

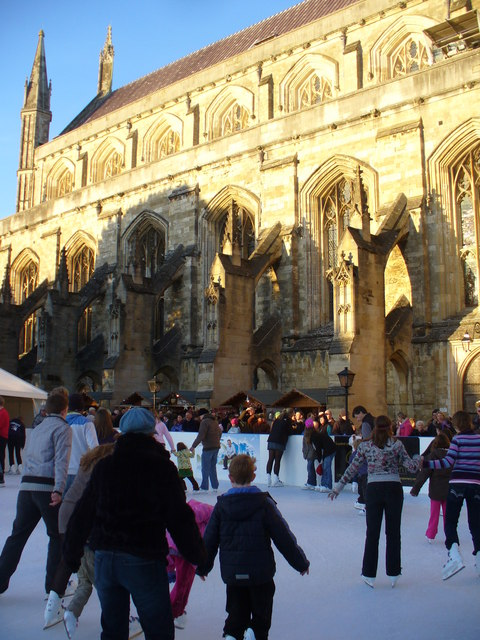
Patinoire au marché de Noël de la cathédrale.

Depuis 1974, Winchester accueille la Hat Fair annuelle, un festival de théâtre de rue qui comprend des spectacles, des ateliers et des rassemblements dans plusieurs lieux de la ville.
La ville abrite le Blue Apple Theatre, une compagnie théâtrale qui aide les artistes ayant des troubles d'apprentissage à développer des productions de théâtre, de danse et de cinéma. Il a remporté le Queen's Award for Voluntary Service en 2012,. Fondée en 1997, Platform 4 est une compagnie nationale de spectacles et d'arts visuels basée à Winchester.
Winchester accueille l'un des plus grands marchés fermiers du Royaume-Uni, avec environ 100 étals. Le marché a lieu le deuxième et dernier dimanche du mois dans le centre-ville. La ville accueille également le marché de Noël annuel de la cathédrale de Winchester, qui se déroule de la mi-novembre jusqu'à peu avant le jour de Noël.
Quatre journaux sont publiés concernant Winchester. L'hebdomadaire payant Hampshire Chronicle, qui a commencé en 1772 en rapportant des nouvelles nationales et internationales, se concentre maintenant sur Winchester et ses environs. Le Southern Daily Echo concerne principalement Southampton, mais couvre également Winchester. Il a un bureau partagé avec le journal Hampshire Chronicle. Le Mid-Hants Observer est un journal indépendant hebdomadaire gratuit pour Winchester et les villages voisins. Son journal frère, l'hebdomadaire Hampshire Independent, qui couvre tout le comté, est également basé à Winchester. Le Winchester News Extra gratuit cessé ses activités en 2017. Winchester avait sa propre station de radio, Win FM, d'octobre 1999 à octobre 2007.
En octobre 2006, dans l'émission télévisée de Channel 4 The Best And Worst Places To Live In The UK (Les meilleurs et les pires endroits où vivre au Royaume-Uni), la ville a été célébrée comme le « meilleur endroit au Royaume-Uni où vivre : 2006 ». En mars 2016, Winchester a été nommé meilleur endroit où vivre en Grande-Bretagne par le guide « Sunday Times Best Places To Live ».

## Jumelages
Winchester est jumelée avec :
- Kerkrade (Pays-Bas) ;
- Laon (France) ;
- Winchester (États-Unis).

La cité de Winchester est jumelée avec :
- Giessen (Allemagne).

Winchester (Virginie) porte le nom de la ville anglaise, dont le maire a une invitation permanente pour faire partie du festival Shenandoah Apple Blossom de la ville américaine. Winchester a également donné son nom (francisé en Bicêtre) à un faubourg de Paris, où Jean de Pontoise, évêque de Winchester, a construit un manoir à la fin du XIIIe siècle, aujourd'hui la commune du Kremlin-Bicêtre.

## Personnages célèbres liés à la ville
- Swithun, prélat anglo-saxon du IXe siècle.
- Vauquelin de Winchester, prélat normand du XIe siècle.
- Geoffroy de Winchester (mort en 1107), poète satirique anglais.
- Henri III, roi d'Angleterre de 1216 à 1272.
- Arthur Tudor (1486–1502), prince de Galles et duc de Cornouailles.
- Celia Thomas, est faite pair à vie de la ville.